# Bokor Miklós (labdarúgó)
Bokor Miklós (Olad, 1946. december 6. – Szombathely, 2023. augusztus 13.) magyar labdarúgó, középpályás.

## Pályafutása
1968 és 1975 között a Haladás labdarúgója volt. Az élvonalban 1968. április 21-én mutatkozott be a Csepel ellen, ahol csapata 2–2-es döntetlent ért el. Tagja volt az 1975-ös magyar kupa-döntős csapatnak. Az élvonalban összesen 101 mérkőzésen lépett pályára és öt gólt szerzett.

## Sikerei, díjai
- Magyar kupa (MNK)
  - döntős: 1975